# Jimmy Millar
James Millar, detto Jimmy (Edimburgo, 20 novembre 1934 – 20 ottobre 2022), è stato un calciatore scozzese, di ruolo attaccante.

## Carriera

### Club
Millar è stato venduto il 12 gennaio 1955 al Rangers dal Dunfermline per 5000 sterline. Nel Dunfermline giocò come terzino o ala, e giocò anche a centrocampo in tante occasioni nei primi anni al Rangers. Raggiunse il successo però come centravanti, diventando titolare nei primi anni del 1960, con compagni come Bobby Shearer, Eric Caldow, John Greig, Jim Baxter e Alexander Scott, e formò un'ottima coppia d'attacco con Ralph Brand. Il totale dei gol segnati da Millar nella Scottish Cup, è tuttora un record post-guerra per i Rangers, equivalso solo da Derek Johnstone. Millar, segnò anche due volte nelle finali delle Scottish Cup, nel 1960 e nel 1964, un altro record, sempre equivalso da Johnstone. Millar è stato inoltre il primo sostituto ad entrare in campo con la maglia dei Rangers, sostituendo Jim Forrest durante una vittoria per 5-0 contro il Falkirk in una partita di campionato all'Ibrox Stadium nell'ottobre del 1966. Millar era anche noto per il suo record di gol segnati alla compagine rivale dei Rangers, il Celtic. Segnò infatti 13 volte nei derby Old Firm, inclusi due gol della vittoria nel 1960 e nel 1964 al Celtic Park nel tradizionale New Year's Day match.
Nell'estate del 1967, Miller lasciò i Rangers per andare nel Dundee United. Successivamente, divenne per un breve periodo dirigente del Raith Rovers, in seguito gestì un pub ad Edimburgo. Ha totalizzato 162 gol in 317 presenze, vinto tre Scottish Premier League, cinque Scottish League Cups. È anche membro del Rangers Football Club Hall of Fame.

### Nazionale
Debutta il 9 giugno 1963 nella sconfitta in trasferta per 1-0 contro l'Irlanda. Ottenne due presenze con la nazionale scozzese.

## Statistiche

### Presenze e reti nei club
| Stagione             | Squadra              | Campionato           | Campionato | Campionato | Coppe nazionali | Coppe nazionali | Coppe nazionali | Coppe continentali | Coppe continentali | Coppe continentali | Altre coppe | Altre coppe | Altre coppe | Totale | Totale |
| Stagione             | Squadra              | Comp                 | Pres       | Reti       | Comp            | Pres            | Reti            | Comp               | Pres               | Reti               | Comp        | Pres        | Reti        | Pres   | Reti   |
| -------------------- | -------------------- | -------------------- | ---------- | ---------- | --------------- | --------------- | --------------- | ------------------ | ------------------ | ------------------ | ----------- | ----------- | ----------- | ------ | ------ |
| 1952-1953            | Dunfermline          | SD                   | 5          | 3          | CS              | ?               | ?               | -                  | -                  | -                  | -           | -           | -           | 5      | 3      |
| 1953-1954            | Dunfermline          | SD                   | 0          | 0          | CS              | ?               | ?               | -                  | -                  | -                  | -           | -           | -           | 0      | 0      |
| 1954-1955            | Dunfermline          | SD                   | 0          | 0          | CS              | ?               | ?               | -                  | -                  | -                  | -           | -           | -           | 0      | 0      |
| Totale Dunfermline   | Totale Dunfermline   | Totale Dunfermline   | 5          | 3          |                 | ?               | ?               |                    | -                  | -                  |             | -           | -           | 5      | 3      |
| 1955                 | Rangers              | DA                   | 2          | 0          | CS              | ?               | ?               | -                  | -                  | -                  | -           | -           | -           | 2      | 0      |
| 1955-1956            | Rangers              | DO                   | 1          | 0          | CS              | ?               | ?               | -                  | -                  | -                  | -           | -           | -           | 1      | 0      |
| 1956-1957            | Rangers              | DO                   | 0          | 0          | CS              | ?               | ?               | -                  | -                  | -                  | -           | -           | -           | 0      | 0      |
| 1957-1958            | Rangers              | DO                   | 25         | 5          | CS              | ?               | ?               | CC                 | 3                  | 0                  | -           | -           | -           | 28     | 5      |
| 1958-1959            | Rangers              | DO                   | 0          | 0          | CS              | ?               | ?               | -                  | -                  | -                  | -           | -           | -           | 0      | 0      |
| 1959-1960            | Rangers              | DO                   | 30         | 21         | CS              | ?               | ?               | CC                 | 7                  | 2                  | -           | -           | -           | 37     | 23     |
| 1960-1961            | Rangers              | DO                   | 21         | 8          | CS              | ?               | ?               | CdC                | 7                  | 5                  | -           | -           | -           | 28     | 13     |
| 1961-1962            | Rangers              | DO                   | 23         | 15         | CS              | ?               | ?               | -                  | ?                  | ?                  | -           | -           | -           | 23     | 15     |
| 1962-1963            | Rangers              | DO                   | 31         | 27         | CS              | ?               | ?               | CdC                | 3                  | 1                  | -           | -           | -           | 34     | 28     |
| 1963-1964            | Rangers              | DO                   | 22         | 6          | CS              | ?               | ?               | -                  | -                  | -                  | -           | -           | -           | 22     | 6      |
| 1964-1965            | Rangers              | DO                   | 21         | 4          | CS              | ?               | ?               | -                  | -                  | -                  | -           | -           | -           | 21     | 4      |
| 1965-1966            | Rangers              | DO                   | 10         | 1          | CS              | ?               | ?               | -                  | -                  | -                  | -           | -           | -           | 10     | 1      |
| 1966-1967            | Rangers              | DO                   | 5          | 2          | CS              | ?               | ?               | CdC                | ?                  | ?                  | -           | -           | -           | 5      | 2      |
| Totale Rangers       | Totale Rangers       | Totale Rangers       | 196        | 89         |                 | ?               | ?               |                    | 20                 | 8                  |             | -           | -           | 216    | 97     |
| 1967-1968            | Dundee United        | SD                   | 8          | 3          | CS              | ?               | ?               | -                  | -                  | -                  | -           | -           | -           | 8      | 3      |
| 1968-1969            | Dundee United        | SD                   | 0          | 0          | CS              | ?               | ?               | -                  | -                  | -                  | -           | -           | -           | 0      | 0      |
| Totale Dundee United | Totale Dundee United | Totale Dundee United | 8          | 3          |                 | ?               | ?               |                    | -                  | -                  |             | -           | -           | 8      | 3      |
| Totale carriera      | Totale carriera      | Totale carriera      | 209        | 95         |                 | ?               | ?               |                    | 20                 | 8                  |             | -           | -           | 229    | 103    |

## Palmarès

### Club
- Campionato scozzese: 6

Glasgow Rangers: 1955-1956, 1956-1957, 1958-1959, 1960-1961, 1962-1963, 1963-1964
- Coppa di Scozia: 5

Rangers: 1959-1960, 1961-1962, 1962-1963, 1963-1964, 1965-1966
- Coppa di Lega scozzese: 4

Rangers: 1960-1961, 1961-1962, 1963-1964, 1964-1965

### Individuale
- Capocannoniere della Coppa delle Coppe: 1

1960-1961 (5 gol ex aequo con Kurt Hamrin e Ralph Brand)
- Capocannoniere della Scottish Premier League: 1

1962-1963 (27 gol)